# Kostiantyn Kostenevytj
Kostiantyn Kostenevytj (ukrainska: Костянтин Костеневич), född 25 juni 1999, är en ukrainsk taekwondoutövare. 

## Karriär
I november 2016 tog Kostenevytj silver i 68 kg-klassen vid junior-VM i Burnaby efter en finalförlust mot ryske Sarmat Tsakojev.
I maj 2024 tog Kostenevytj silver i 80 kg-klassen vid EM i Belgrad efter en finalförlust mot kroatiske Toni Kanaet.